# شتاینباخ ام دونرسبرگ
شتاینباخ ام دونرسبرگ (به آلمانی: Steinbach am Donnersberg) یک شهر در آلمان است که در دنرسبرگکرایس واقع شده‌است. شتاینباخ ام دونرسبرگ ۸۱۰ نفر جمعیت دارد.